# Por peteneras

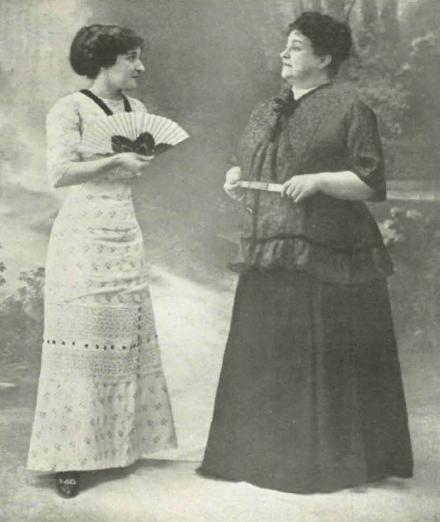
Las actrices María Palou y Pilar Vidal en una escena de la obra

Por peteneras es un sainete lírico en un acto y un solo cuadro escrito por Pedro Muñoz Seca y Pedro Pérez Fernández, con música de Rafael Calleja Gómez, estrenado en 1911.

## Argumento
Ante la atenta mirada de vecinos y allegados, la pieza gira en torno al cortejo  entre Arturo y Rosarito, una pareja de enamorados que se encuentran en un patio andaluz.

## Estreno
- Teatro Apolo, Madrid, 21 de junio de 1911.
  - Intérpretes: María Palou (Rosarito), José Moncayo (Arturo), Pilar Vidal, Salvador Videgain.